# Guilherme Ivens Ferraz
Guilherme Ivens Ferraz GCC • ComA • GOA • GCA • GOIC (Ponta Delgada, 14 de Setembro de 1865 — 1956) foi um militar português, vice-almirante da Armada Portuguesa.
Filho do engenheiro Ricardo Júlio Ferraz, natural da Ilha da Madeira, e de Catherine Prescott Hickling Ivens natural de Ponta Delgada, de nacionalidade britânica. Frequentou o Colégio Militar entre 1878 e 1883. Casou-se em Lisboa em 1901 com Laura de Sacadura Freire Corte Real Mendes de Almeida e deixou numerosa descendência.
Entre os muitos e importantes cargos que ocupou, destacam-se: governador da Companhia de Pesca das Pérolas do Bazaruto em Moçambique em 1892; herói das campanhas de África de 1891 a 1895; comandante da Esquadrilha de Lourenço Marques e ainda os seguintes navios "Sabre", "Auxiliar", "Bérrio", "Tejo", "Bengo" etc.; secretário do Conselheiro Régio António Enes em Moçambique entre 1894 e 1895; capitão do Porto de Lourenço Marques de 1895 a 1899; presidente da Câmara Municipal de Lourenço Marques a convite de Mouzinho de Albuquerque; nomeado oficial às ordens de El-Rei o Senhor D. Carlos I de Portugal; nomeado comissário do Governo Português na delimitação de fronteiras anglo-portuguesas na África Central; presidente da Comissão de Transportes de Tropas para França na 1.ª Grande Guerra; Comandante Chefe das Forças Navais no Oriente, onde comandava o navio Almirante o Cruzador "República"; membro do Conselho de Almirantes reunidos em Xangai; deputado às Cortes; presidente da Liga Naval; promovido a contra-almirante por distinção; chefe do Estado Maior Naval; comandante das Forças Navais do Tejo; superintendente dos serviços da Armada; 12.º presidente da Cruz Vermelha Portuguesa de 1942 a 1948. Passou à reserva em 1931.
A 11 de Março de 1919 foi feito Comendador da Ordem Militar de Avis, tendo sido elevado a Grande-Oficial da mesma Ordem a 19 de Outubro de 1920 e a Grã-Cruz a 5 de Outubro de 1928. A 29 de Maio de 1930 foi feito Comendador da Ordem Nacional da Legião de Honra de França, a 3 de Agosto de 1932 foi feito Grande-Oficial da Ordem do Império Colonial e a 1 de Novembro de 1948 foi agraciado com a Grã-Cruz da Ordem Militar de Cristo.